# Barkley-Grow T8P-1
Die Barkley-Grow T8P-1 war ein zweimotoriges Transportflugzeug des US-amerikanischen Herstellers Barkley-Grow aus Detroit. Die wenigen vor dem Zweiten Weltkrieg produzierten Modelle wurden vorwiegend in Kanada als Buschflugzeuge eingesetzt.

## Geschichte
1937 gründete der Flugzeugkonstrukteur Archibald Barkley zusammen mit Harold Grow die Barkley-Grow Aircraft, um ein von ihm selbst entworfenes kleines Zivilflugzeug zu bauen.
Die Barkley-Grow T8P-1 war als Tiefdecker ausgelegt und in Ganzmetallbauweise konstruiert. Sie verfügte über ein doppeltes, bei einigen Exemplaren sogar dreifaches Seitenleitwerk. Nicht mehr zeitgemäß war das Fahrwerk, das sich nur teilweise einziehen ließ. Als Antrieb dienten zwei Pratt & Whitney-Wasp Junior-Sternmotoren. Im Flugzeug konnten zwei Piloten und bis zu sechs Passagiere untergebracht werden.
Wie die Konkurrenzmodelle Lockheed Model 12 Electra Junior und Beech 18 entsprach die  T8P-1 den vom Bureau of Air Commerce 1935 aufgestellten Vorgaben. Den Erstflug absolvierte sie im April 1937, zu spät, um die erhoffte staatliche Unterstützung zu erhalten.
Nachdem nur ganze elf Flugzeuge abgesetzt werden konnten, gaben die beiden Firmengründer auf und verkauften das Unternehmen an Avco (später Vultee Aircraft).

## Nutzung
Die Absatzzahlen in den USA waren enttäuschend. Von den elf gebauten Exemplaren wurden die meisten nach Kanada verkauft, da sich das starre Fahrwerk zum Anbringen von Schwimmern und Kufen eignete.
Bis heute blieben zwei Flugzeuge erhalten, eines davon im Aero Space Museum in Calgary, das andere im Alberta Aviation Museum.

## Technische Daten
| Kenngröße             | Daten                                                               |
| --------------------- | ------------------------------------------------------------------- |
| Besatzung             | 2                                                                   |
| Passagiere            | 6                                                                   |
| Länge                 | 11,20 m                                                             |
| Spannweite            | 15,44 m                                                             |
| Höhe                  | 2,95 m                                                              |
| Nutzlast              | 634 kg                                                              |
| Höchstgeschwindigkeit | 360 km/h                                                            |
| Dienstgipfelhöhe      | 8230 m                                                              |
| Reichweite            | 756 km                                                              |
| Triebwerke            | 2 × Sternmotoren Pratt & Whitney R-985 Wasp Junior SB mit je 336 kW |